# 아라타마 에이루
아라타마 에이루(일본어: 新玉 瑛琉, 2001년 10월 12일~)는 일본의 축구 선수이다.

## 구단 경력
그는 2024년 J3리그의 이와테 그루자 모리오카에 입단했다. 2024년후 일본 풋볼 리그에 강등했다.